# José Prieto (Radsportler)
José Prieto (* 22. Juli 1949) ist ein ehemaliger kubanischer Radrennfahrer.

## Sportliche Laufbahn
Prieto war im Straßenradsport aktiv und Teilnehmer der Olympischen Sommerspiele 1972 in München. Im olympischen Straßenrennen schied er beim Sieg von Hennie Kuiper aus.
Bei den Panamerikanischen Spielen 1975 in Mexiko-Stadt gewann er Silber im Mannschaftszeitfahren. Achtmal startete er in der Kuba-Rundfahrt und gewann dabei insgesamt vier Etappen. Der 5. Platz in der Gesamtwertung 1975 war seine beste Platzierung. 1974 gewann er die Goldmedaille bei den Zentralamerika- und Karibikspielen im Mannschaftszeitfahren mit Aldo Arencibia, Roberto Menendez und Pedro Rodriguez. Dazu kam ein Etappensieg in der Vuelta al Táchira. Im Straßenrennen der Panamerikanischen Meisterschaften gewann er Bronze.
In der Internationalen Friedensfahrt startete er dreimal. 1973 wurde er 72., 1974 58. und 1975 96. der Gesamtwertung.